# Le Marchand de peur
Le Marchand de peur (titre original : The Merchant of Death) est le premier tome de la série à succès Bobby Pendragon écrite par D. J. MacHale.
Bobby vivait une vie paisible avec ses amis Courtney Chetwynde et Mark Dimond. Un jour, son oncle Press débarque chez lui et l'amène dans tunnel spatio-temporel, nommé flume. Il sera basculé dans un autre univers, médiéval, nommé Denduron. Il devra affronter de nombreux dangers pour équilibrer les peuples de Denduron, menacé par le démoniaque Saint Dane. Il rencontrera Osa et Loor et devra sauver les Migalos des griffes de Kagan,une reine cruelle.

## Résumé
Bobby, un adolescent normal de quatorze ans, s'apprête à participer à un match de basket de son lycée. Son oncle Press arrive alors qu'il embrasse pour la première fois Courtney Chetwynde et lui apprend qu'il est un Voyageur et qu'il a une mission à remplir ; il l'emmène à moto jusqu'à une station désaffectée du métro dans le Bronx. Un policier étrangement vêtu tente de les tuer. Il se révèle que le policier est en réalité Saint Dane, un Voyageur qui a décidé de détruire Halla (le temps, l'espace, tout ce qui est, a été, et sera) et de recomposer l'univers à sa façon.
Via un tunnel spatiotemporel, Bobby arrive au sommet d'une montagne à Denduron, où son oncle le rejoint. Ils se changent et prennent un traîneau pour gagner le village des Milagos. Grâce à un sifflet ultrason, ils échappent de peu à des créatures féroces nommées quigs, des ours féroces aux yeux jaunes, placés ici par Saint Dane pour surveiller les flumes. L'oncle Press est arrêté comme espion par des chevaliers Bedoowan. Bobby est recueilli par une Voyageuse nommée Osa et sa fille Loor, des guerrières. Osa mourra un peu plus tard en tentant de protéger Bobby des chevaliers Bedoowan venus l'arrêter au village.
Bobby se rend compte que le peuple Milago est opprimé par les Bedoowans et leur monarque Kagan ; il reconnaît en son conseiller Mallos le cruel Saint Dane qui avait tenté de le tuer dans le tunnel du métro. Les Milagos sont technologiquement bien moins avancés que les Bedoowan mais préparent une révolte où ils espèrent qu'un minerai explosif nommé tak leur donnera l'avantage. Pour sauver son oncle, Bobby demande à ses amis sur Terre de lui faire parvenir des objets de notre monde (talkie-walkie, lampe torche, etc.) destinés à servir de diversion pendant qu'avec Loor et Alder, un Voyageur issu du peuple Bedoowan, il ira secourir Press avant son exécution prévue pour le jour de l'équinoxe.
Rien ne fonctionne comme prévu ; Bobby, Press et leurs amis se trouvent au centre d'une arène, destinés à être livrés aux quigs sous les yeux des Bedoowans. Ils en réchappent grâce au sifflet que Mark et Courtney; mais Bobby se rend compte que pendant son sommeil, un Milago nommé Figgis (qui se révèlera être Saint Dane) lui a subtilisé sa lampe torche et compte se servir des piles pour transformer le tak en bombes. L'oncle Press lui apprend qu'il est formellement interdit de transporter des objets propres à un territoire à un autre, où cela pourrait créer des conséquences désastreuses, comme celle-ci.t Dane aMilagos et Bedoowans  